# 1867 dans le catholicisme
Chronologie du catholicisme
- 1863
- 1864
- 1865
- 1866
- 1867
- 1868
- 1869
- 1870
- 1871

Cet article présente les faits marquants de l'année 1867 dans le catholicisme.

## Évènements
- 29 juin : Canonisation de Sainte Germaine de Pibrac.

## Naissances
- 28 avril : Étienne Fourcadier, prélat jésuite et missionnaire français, vicaire apostolique de Tananarive et évêque titulaire d'Hippo Diarrhytus (de) († 2 mai 1948)

## Décès
- 13 avril : Bienheureux Jean-Bernard Rousseau, religieux lasallien et missionnaire français (° 22 mars 1797)
- 15 juillet : Joseph-Isidore Godelle, prélat et missionnaire français, vicaire apostolique de Pondichéry et évêque titulaire des Thermopyles (de) (° 7 mars 1806)
- 31 juillet : Bienheureuse Alphonse-Marie Eppinger, religieuse française, fondatrice des Sœurs du Très Saint Sauveur (° 9 septembre 1814)